# La Roue Tourangelle 2011
La Roue Tourangelle 2011, decima edizione della corsa e valida come evento dell'UCI Europe Tour 2011 categoria 1.2, si svolse il 20 marzo 2011 su un percorso totale di circa 175 km. Fu vinta dal canadese David Veilleux che terminò la gara in 4h14'20", alla media di 41,284 km/h.
Al traguardo 134 ciclisti portarono a termine il percorso.

## Squadre e corridori partecipanti
| N.      | Cod. | Squadra                         |
| ------- | ---- | ------------------------------- |
| 1-8     |      | AC Noyal Sojasun                |
| 11-18   | ARH  | Atlas Personal                  |
| 21-28   | SAU  | Saur-Sojasun                    |
| 31-38   | EUC  | Team Europcar                   |
| 41-48   | PCW  | Lotto-Bodysol-Pôle Cont. Wallon |
| 51-58   | VMC  | Burgos 2016-Castilla y Leon     |
| 61-68   | GLU  | Glud & Marstrand-LRØ            |
| 71-78   | CCD  | Differdange-Magic-sportfood.de  |
| 81-88   |      | AVC Aix en Provence             |
| 91-98   |      | CC Nogent sur Oise              |
| 101-108 |      | Charentes Top 16 Cyclisme       |

| N.      | Cod. | Squadra                     |
| ------- | ---- | --------------------------- |
| 111-118 |      | Vendée U                    |
| 121-128 |      | VC Rouen 76                 |
| 131-138 |      | Véranda Rideau Sarthe       |
| 141-148 |      | Brest Iroise Cyclisme 2000  |
| 151-158 |      | Guidon Chalettois           |
| 161-168 |      | Entente Sud Gascogne        |
| 171-178 |      | GSC Blagnac                 |
| 181-188 |      | CC Villeneuve Saint-Germain |
| 191-198 | CMD  | Colba-Mercury               |
| 201-208 | TIK  | Itera-Katusha               |

## Ordine d'arrivo (Top 10)
| Pos. | Corridore           | Squadra        | Tempo    |
| ---- | ------------------- | -------------- | -------- |
| 1    | David Veilleux      | Europcar       | 4h14'20" |
| 2    | Anthony Delaplace   | Saur-Sojasun   | s.t.     |
| 3    | Sébastien Chavanel  | Europcar       | a 5"     |
| 4    | Rony Martias        | Saur-Sojasun   | s.t.     |
| 5    | Sébastien Foucher   | Guidon Chalet. | s.t.     |
| 6    | Morgan Lamoisson    | Vendée U       | s.t.     |
| 7    | Tony Hurel          | Europcar       | s.t.     |
| 8    | Alo Jakin           | Villeneuve     | s.t.     |
| 9    | Sylvain Blanquefort | Top 16         | s.t.     |
| 10   | Romain Mathéou      | Saur-Sojasun   | s.t.     |